# Islas Ayautau
Islas Ayautau är öar i Chile.   De ligger i regionen Región de Aisén, i den södra delen av landet, 1 600 km söder om huvudstaden Santiago de Chile. Arean är 1,8 kvadratkilometer.
Terrängen på Islas Ayautau är lite kuperad. Öns högsta punkt är 198 meter över havet. Den sträcker sig 1,8 kilometer i nord-sydlig riktning, och 1,7 kilometer i öst-västlig riktning.
Trakten runt Islas Ayautau är nära nog obefolkad, med mindre än två invånare per kvadratkilometer.